# Жуниор Брумадо
Жозе́ Франси́ско дос Са́нтос Жу́ниор (порт.-браз. José Francisco dos Santos Júnior более известный, как Жуниор Брума́до порт.-браз. Júnior Brumado; родился 15 мая 1999 года в Брумаду, Бразилия) — бразильский футболист, нападающий клуба «Мидтьюлланн», выступающий на правах аренды за клуб «Коритиба».

## Клубная карьера
Брумадо — воспитанник клуба «Баия». 17 июля 2017 года в матче против «Аваи» он дебютировал в бразильской Серии А. 21 апреля 2018 года в поединке против «Сантоса» Жуниор забил свой первый гол за «Баию» в чемпионате. В том же году он помог клубу выиграть Лигу Баияно.

## Достижения
Командные
 «Баия»
- Победитель Лиги Баияно — 2018